# Kvalitářství
Kvalitářství je technický obor zaměřený na řízení, zajišťování, dokumentování a kontrolu jakosti výrobků a služeb. Oddělení kvality ve firmě obvykle řídí manažer kvality nebo ředitel kvality, kvalitu zajišťují kvalitáři neboli inženýři kvality, měření v laboratořích a získávání dat o kvalitě výroby zajišťují technici měření a dodržování standardů ověřují interní auditoři.
Kvalita se dělí na dodavatelskou, která se zabývá kvalitou nakupovaných dílů, a na procesní neboli zákaznickou, která řeší kvalitu vlastní výroby dodávané zákazníkům.
Mezi úkoly řízení kvality patří kontrola kvality výroby, navrhování přípravků na měření, ověřování návrhu, nápravná opatření, preventivní opatření, statistické řízení kvality, řízení rizik, změnové řízení, vyřizování kvalitativních požadavků zákazníků, řízení jakosti dodavatelů a další.
Mezi nástroje užívané pro řízení kvality patří například FMEA, 8D report, Išikawa, Flowchart, Histogram, 5S, 5 proč, Poka-joke a další.